# Gepijlde micro-uil
De gepijlde micro-uil (Schrankia costaestrigalis) is een vlinder uit de familie spinneruilen (Erebidae). De voorvleugellengte bedraagt tussen de 9 en 11 millimeter. Door afmeting en bouw wordt deze vlinder vaak aangezien voor een micro uit de families van de grasmotten (Crambidae) of lichtmotten (Pyralidae). De soort komt voor in heel Europa. Hij overwintert als rups. De soort heeft vochtige gebieden als habitat.

## Rups
De gepijlde micro-uil heeft als waardplanten allerlei kruidachtige en houtige planten. Dit is echter alleen bekend van gekweekte exemplaren, in het wild is van de rups niet veel bekend.

## Voorkomen in Nederland en België
De gepijlde micro-uil is in Nederland een niet zo algemene soort en België een vrij algemene soort, die verspreid over het hele gebied kan worden waargenomen. De vlinder kent twee generaties die vliegen van mei tot oktober.